# خیابان کارل یوهان
خیابان کارل یوهان (نروژی: Karl Johans gate)، خیابان اصلی اسلو، پایتخت نروژ است.
این خیابان که مستقیماً از میدان راه‌آهن اسلو تا قصر پادشاهی، امتداد دارد، محل گردهمایی و اجرای مراسم مردمی در مناسبات ملی و عمومی است.
این خیابان درسال ۱۸۵۲ میلادی، به افتخار کارل چهاردهم یوهان، که از سال ۱۸۱۸ تا ۱۸۴۴م، پادشاه سوئد و نروژ بود، نامگذاری شده‌است.

## توضیح
بلندترین ارتفاع خیابان، در محل تقاطع خیابان کارل یوهان و خیابانی که به قصر پادشاه منتهی می‌شود، قرار دارد. در این محل دو نمای اصلی خیابان قابل رویت است. یکی قصر پادشاه با مجسمه کارل یوهان، در مقابلش، در سمت غرب؛ و دیگری میدان راه‌آهن قدیمی در سمت شرق.
محل این تقاطع، همچنین بخش تجاری که در سمت شرق واقع شده را از بخش غربی که بیشتر متأثر از فضایی رسمی است، از هم متمایز می‌کند. در بخش غربی، ساختمان مراکزی مانند مجلس ملی نروژ، دانشگاه اسلو، تئاتر ملی اسلو؛ و کاخ سلطنتی واقع شده‌اند. ابتدا این قسمت از خیابان کارل یوهان، که در سال ۱۸۴۰م، توسط معمار کاخ سلطنتی طراحی شده بود؛ با پارکها و بناهای تاریخی اطرافش، خیبان کاخ نامیده می‌شد. اما طرح معمار کاخ سلطنتی هرگز به‌طور کامل اجرا نشد. سرانجام در سال ۱۸۶۰م، این بخش به بخش قدیمی تر شرقی متصل شد.

خیابان کارل یوهان، خیلی زود به یک تفریحگاه مردمی تبدیل شد. این خیابان سالهای بسیاری محل رویدادهای مهم برای اهالی اسلو بوده‌است. در حین سالهای دهه ۱۸۸۰م، بخش پیاده‌رو در امتداد بین دانشگاه اسلو؛ و هتل گراند، به عابران پیاده اختصاص داده شد و به زودی تبدیل به محلی برای گردهمایی مردم شد.

خیابان کارل یوهان، محلی برای تظاهرات و راهپیمایی در شهر اسلو است. هر سال در روز ۱۷ ماه مه، که روز ملی در نروژ است؛ صف کودکان به سوی کاخ می‌رود. درهنگام بازدید مقامات خارجی، این خیابان در حالی که کودکان در دو سمت آن با پرچمهایی که در دست دارند، به صف ایستاده و شادی می‌کنند، مسیر عبور اتوموبیل مهمانان است.
 بعد از اشغال نروژ در سال ۱۹۴۰م، اجرای مراسم روز ملی، در این محل ممنوع شد. اما هواداران ویدکون کوئیسلینگ و مقامات اشغالگر آلمانی در طول سالهای جنگ، همچنان از امکانات و فضای این محل برای تبلیغات خود بهره بردند. خیابان کارل یوهان، همچنین محلی است برای تظاهرات سیاسی و اعتراضات مسالمت آمیز که معمولاً در مقابل ساختمان مجلس ملی نروژ، انجام می‌گیرد. در مراسم اعطای جایزه صلح نوبل نیز همین خیابان و هتلهایش میزبان مهمانان خارجی هستند.

محل تقاطع خیابان کارل یوهان و خیابانی که به کاخ سلطنتی منتهی می‌شود، در سال ۲۰۰۵م، به مناسبت صدمین سالگرد خروج نروژ از اتحادیه سوئد-نروژ، نوسازی شد. محل عبور وسایل نقلیه محدودتر و به عرض پیاده‌روها افزوده شد.